# Казань (культурный центр)
Национальный культурный центр «Казань» (тат. «Казан» милли-мәдәни үзәге) — культурно-музейный комплекс в Казани. С 2020 года в здании располагается Национальная библиотека Республики Татарстан.

## История
3 февраля 1981 года Центральным Комитетом КПСС было принято решение об организации в Казани филиала Центрального музея В. И. Ленина (КФЦМЛ). Возведение и открытие здания «Ленинского мемориала» (КФЦМЛ) было приурочено к 100-летию революционной сходки студентов Казанского университета и состоялось 24 июня 1987 года. Основными целями и задачами музея были сбор, хранение, обработка и пропаганда документов, связанных с именем В. И. Ленина, а также с историей Коммунистической партии и Советского государства. Основные формы работы — лекционная пропаганда и выставки документов.
В связи с Указом Президента РСФСР от 6 ноября 1991 года «О деятельности КПСС и КП РСФСР» деятельность КПСС и всех её учреждений, в том числе и КФЦМЛ, находящегося на балансе и подчиненного непосредственно отделу пропаганды и агитации Татарского обкома КПСС, была прекращена.
Решением Казанского горсовета в сентябре 1992 года КФМЛЦ был реорганизован в Национальный культурный центр «Казань».
НКЦ «Казань» выполнял образовательные, музейно-просветительские и досугово-развлекательные функции, проводил мероприятия официально-государственного, всероссийского и международного уровней, встречи Президента Татарстана, разнообразные политические и культурологические акции, общероссийские и международные конференции и выставки.
В структуре НКЦ «Казань» состояли:
- Музей национальной культуры (в том числе Музей тысячелетия Казани)
- Музей А. Н. Мазитова
- Музей Баки Урманче
- Галерея-студия Ильдара Зарипова
- Казанская городская филармония
- Выставочный комплекс
- Учебные аудитории
- Киноконцертный зал
- Зал приемов
- Кафе-бар «Хоррият»

В здании квартировались творческие коллективы Казанской городской филармонии, такие как:
- Ансамбль танца «Казань»
- Оркестр народных инструментов «Казан нуры»
- Казанский государственный камерный оркестр «La primavera» (художественный руководитель и главный дирижёр Р. Ю. Абязов)
- Фольклорный вокально-инструментальный ансамбль «Идель егетләре»
- Художественно-артистический персонал в составе которого народные и заслуженные артисты-вокалисты.

16 октября 2018 года постановлением Исполкома Казани НКЦ «Казань» был разделён на два юридических лица: МБУК «Казанская городская филармония» и музейный комплекс НКЦ «Казань» (ныне — Музейный комплекс города Казани). В мае 2019 года закрылось на реконструкцию для размещения в нём Национальной библиотеки.

## Хоррият
В 1996 году перед зданием НКЦ «Казань» со стороны площади Султан-Галиева 40-метровая стела была увенчана золочённой, вращающейся (с полным оборотом в 40 минут), подсвечиваемой в тёмное время суток скульптурой женщины-птицы из татарской мифологии хоррият (тат. хөррият — свобода) авторства Кадима Замитова, которая стала также сама по себе одной из городских достопримечательностей.